# ويليام نوكس
ويليام نوكس (بالإنجليزية: William Knox)‏ هو سياسي أسترالي، ولد في 14 ديسمبر 1927 في أستراليا، وتوفي في 22 سبتمبر 2001. حزبياً، نشط في Queensland Liberal Party ‏.

## مناصب
- انتخب Attorney-General of Queensland [الإنجليزية]‏.
- انتخب Deputy Premier of Queensland [الإنجليزية]‏.
- انتخب وزير مالية كوينزلاند [الإنجليزية]‏.
- انتخب عضو المجلس التشريعي ولاية كوينزلاند.